# Liga Oro femenina de hockey línea 2019-20
La temporada 2019-20 de la Liga Oro femenina de hockey línea la disputan diez equipos de hockey sobre patines en línea de España. El torneo lo organiza la Real Federación Española de Patinaje (RFEP).

## Equipos
| Club                                    | Sede       | Comunidad autónoma   |
| --------------------------------------- | ---------- | -------------------- |
| Club Patins Lostregos Lucus             | Lugo       | Galicia              |
| CHL Meigas Lugo                         | Lugo       | Galicia              |
| Metropolitano Hockey Club               | Bilbao     | País Vasco           |
| Fénix PL Madrid                         | Madrid     | Madrid               |
| Club Patinaje en Línea Valladolid Gatas | Valladolid | Castilla y León      |
| Tres Cantos Patín Club B                | Madrid     | Madrid               |
| CPH Skulls Almasera                     | Almácera   | Comunidad Valenciana |
| Angels Sagunto                          | Sagunto    | Comunidad Valenciana |
| Fighters Vilareal                       | Villarreal | Comunidad Valenciana |
| CPLV Panteras UEMC B                    | Valladolid | Castilla y León      |

## Clasificación
| | Equipo                      | Puntos | Bonus | J | G | E | P | GF | GC | DG  |
| --- | --------------------------- | ------ | ----- | - | - | - | - | -- | -- | --- |
| 1 | CPLV Panteras UEMC B        | 18     | 0     | 6 | 6 | 0 | 0 | 36 | 2  | 34  |
| 2 | Fénix PL Madrid             | 15     | 2     | 6 | 4 | 1 | 1 | 24 | 9  | 15  |
| 3 | Fighters Vilareal           | 14     | 0     | 6 | 4 | 2 | 0 | 25 | 11 | 14  |
| 4 | CHL Meigas Lugo             | 10     | 0     | 6 | 3 | 1 | 2 | 11 | 15 | -4  |
| 5 | Tres Cantos Patín Club B    | 9      | 0     | 6 | 3 | 0 | 3 | 17 | 11 | 6   |
| 6 | Angels Sagunto              | 9      | 0     | 6 | 3 | 0 | 3 | 11 | 11 | 0   |
| 7 | Club Patins Lostregos Lucus | 8      | 1     | 6 | 2 | 1 | 3 | 7  | 21 | -14 |
| 8 | CPH Skulls Almasera         | 6      | 0     | 6 | 2 | 0 | 4 | 9  | 14 | -5  |
| 9 | CPLF Valladolid-Gatas       | 2      | 1     | 6 | 0 | 1 | 5 | 3  | 26 | -23 |
| 10 | Metropolitano Hockey Club   | 0      | 0     | 6 | 0 | 0 | 6 | 4  | 27 | -23 |
| Fuente: Federación Española de Patinaje: Clasificación de la Liga Oro femenina de hockey línea; actualización automática |                             |        |       |   |   |   |   |    |    |     |

- Datos: Q71716122